# Парижская соборная мечеть
Великая парижская мечеть — соборная мечеть, расположенная в 5-м округе Парижа в Латинском квартале рядом с Садом растений, в 2,6 км к юго-востоку от Лувра. Раскинувшись на площади в один гектар, Парижская мечеть является одной из самых больших во Франции. Одним из её основателей был Поль Бурдари.

## История
Была основана после Первой мировой войны в честь воинов-мусульман, которые защищали Францию против войск Германии. Мечеть была построена в стиле мудехар. Высота единственного минарета составляет 33 м.
Мечеть была открыта 15 июля 1926 года президентом Франции Гастоном Думергом. Алжирский суфий Ахмад аль-Алави, основатель одного из течений современного суфийского тариката, совершил первый намаз в присутствии президента.
В дальнейшем мечеть перешла под контроль властей получившего независимость Алжира. С 1956 года Алжир назначает имама Парижской соборной мечети, а с 1982 года официально её финансирует.
С 1992 года имамом парижской мечети является Далиль Бубакер, который сменил в этой должности своего отца Хамзу Бубакера.
В ноябре 2013 г. двери и стены главной мечети Парижа оказались разрисованными расистскими граффити.

## Архитектурный стиль
Мечеть построена в испано-мавританском архитектурном стиле и считается одним из лучших примеров архитектуры позднего модерна. В разработке архитектурного стиля принимали участие архитекторы Матуф, Фурне и Эбес. Молитвенный зал декорирован в североафриканском стиле. У каждого купола мечети своё, не похожее ни на какое другое, украшение.

## Дополнительные помещения
При парижской мечети находятся:
- 1 молельный зал (мусалла),
- школа (медресе),
- библиотека,
- зал для конференций,
- ресторан, чайный салон, хаммам, небольшие магазины.

## Финансирование
С 1982 года официально финансируется властями Алжира. По состоянию на 2010-е годы бюджет мечети утверждается правительством Алжира и составляет около 10 млн. евро в год. Мечеть получает некоторую сумму от сертификации мясных лавок, реализующих продукцию «халяль».